# 山本覚馬
山本 覚馬（やまもと かくま、旧字体：山本 覺馬、文政11年1月11日（1828年2月25日） - 明治25年（1892年）12月28日）は、幕末の会津藩士、砲術家、明治時代の地方官吏、政治家。京都府顧問、府議会議員（初代議長）として初期の京都府政を指導した。また、同志社英学校（現：同志社大学）の創立者・新島襄の協力者として、現在の同志社大学今出川校地の敷地を譲った人物としても知られている。号は相応斎。

## 生涯

### 武人の時代
会津藩士で砲術指南役の山本権八（禄高は22石4人扶持）の長男として、鶴ヶ城近くの武家屋敷に生まれる。山本家の遠祖は甲州流軍学の祖とされる山本勘助で、代々兵学をもって藩に仕えた。母は佐久。幼名を義衛と称し、諱を良晴といった。
4歳で唐詩選の五言絶句を暗唱、藩校・日新館に学んで頭角を現す。22歳で江戸に出て武田斐三郎、勝海舟らと佐久間象山の塾に入る。弓馬槍刀の師伝を得、23歳頃には藩主・松平容敬より賞を受けた。25歳で再び江戸に出て、大木衷城に蘭書を学んだほか、江川太郎左衛門に師事して洋式砲術の研究を深めた。28歳でいったん会津に戻り日新館教授となり、蘭学所を開設して教授になるが、守旧派批判により1年間の禁足処分になる。しかし初志を貫き、軍制改革を訴えて、軍事取調役兼大砲頭取に抜擢される。文久2年（1862年）、京都守護職に就任した藩主・松平容保に従い京に上り、黒谷本陣で西洋式軍隊の調練に当たるとともに、洋学所を主宰し、在京の諸藩士に洋学の講義を行った。
元治元年（1864年）、砲兵隊を率いて参戦した禁門の変において勲功を挙げ、公用人に任ぜられる。これにより覚馬は、幕府や諸藩の名士等と交わる機会が増え、活動範囲を広げるが、不幸にも眼病を患い、ほとんど失明同然の状態になる。失明については、禁門の変での負傷、また持病の白内障の悪化等が原因とされている。失明という障害を負いながらも、暗殺された象山の遺児の三浦啓之助の世話を勝から頼まれて引き受け、新選組に入れたほか、西周を紹介され、西洋事情の見聞を広めたのもこの頃である。のちに覚馬は西の主著『百一新論』を出版した。
慶応2年（1866年）12月頃、会津藩士の中沢帯刀とともに長崎へ行き、ドイツの商人カール・レーマンと鉄砲の購入交渉を行う。そして翌慶応3年（1867年）3月には、紀州藩のためにシュンドナールドゲベール銃を3,000挺、4月には会津藩・桑名藩のためにシュンドナールドゲベール銃1,300挺を購入するという約定を取り交わした。
さらに同じ頃、兵庫でレーマンと会津藩家老・田中土佐との会見を斡旋した。
この際レーマンの援助で、兵庫に造船所と武器工場を建設する計画も持ち上がったという。また、長崎滞在中、覚馬は西洋式の近代病院「精得館」で、オランダ人医師アントニウス・ボードウィンから眼の診察を受けている。一方で、赤松小三郎を介して、小松清廉、西郷隆盛ら薩摩藩と幕府の協調も模索していたが、赤松は暗殺されてしまった。
慶応4年（1868年）の鳥羽・伏見の戦い（この戦いで弟の三郎が戦死）に際しては京に残り、薩摩藩に捕われて同藩二本松邸（現在の同志社大学今出川キャンパス）に収容された。しかし、薩摩藩内で覚馬の優秀さが知られており、丁重な処遇を受けた。この幽閉中に建白書『管見』を口述筆記し薩摩藩主・島津忠義に上程、これを読んだ小松、西郷らはますます敬服、一層待遇を良くしたという。明治元年（1868年）、仙台藩邸の病院に移され、ここで岩倉具視の訪問を受け、翌年釈放された。

### 治政の時代
自由の身となった覚馬は明治3年（1870年）、京都府大参事・河田佐久馬の推挽により京都府庁に出仕し、権大参事として府政の実権を握っていた槇村正直（のち京都府令・知事）の顧問として府治を指導する。槇村の下で、小中学校・女学校・病院・医学校などの設立に力を尽くした他、大阪と北陸を結ぶ京都鉄道の敷設願書を当局に提出するなど、開明的諸政策を推進、有能な人材に支えられ、京都の近代化に大きく寄与した。また家では講筵を開いて政治学・経済学を講義した。日本で最初の博覧会となった京都博覧会を支援し、明治6年（1873年）、日本人による日本で最初とみられる英語で書かれたガイドブック「The guide to the celebrated places in Kiyoto & the surrounding places for the foreign visitors」を著す。また、この頃に脊髄を損傷し、体の自由も利かなくなる。

### 信仰の時代
明治8年（1875年）春、当時大阪で伝道中のアメリカの会衆派の宣教団体アメリカン・ボードの宣教医M・L・ゴルドンから贈られた『天道溯原』を読んで大いに共鳴、キリスト教こそが真に日本人の心を磨き、進歩を促進する力となり得ると感じた。その頃、新島襄（のちに覚馬の妹・八重と結婚する）と知り合い、彼の学校設立計画を知り、協力を約束した。覚馬は維新後に購入していた旧薩摩藩邸の敷地（6,000坪）を学校用地として新島に譲渡、次いで新島との連名で「私学開業願」を文部省に出願、これが認可された。この校地は、やがて設立された同志社英学校からその後身である同志社大学に継承され、現在の今出川キャンパスとなっている（なお、「同志社」は覚馬の命名といわれる）。
明治10年（1877年）、府顧問を解かれ、2年後の第1回京都府会選挙では上京区で51票を獲得して選出され、最初の府会議員の一人となり、初代議長にもなった。しかし府会の議決を経ずに、地租の追徴課税を強行する府知事の槇村と対立、最終的に槇村は一旦、追徴課税を撤回したうえで、府会に追徴課税の議案を提出して可決に至ったが、覚馬は議長、議員共に辞職、槇村も程なく京都府知事を辞して元老院議官に転じた。この後、覚馬は同志社を軸に活動し、旧主の松平容大を同志社に入学させた。一方で明治18年（1885年）、京都商工会議所会長に就任、この年に妻の時栄とともに受洗した。明治23年（1890年）、新島が他界すると、覚馬は同志社臨時総長として、同志社の発展に尽力する。覚馬が臨時総長の時期に、ハリス理化学校や同志社政法学校が設置された。明治25年（1892年）、7月にカトリックに改宗し、12月に64歳で没。大正4年（1915年）、従五位を追贈された。墓は若王子山上の同志社墓地にある。

## 管見
『管見』（かんけん）は、慶応4年（1868年）6月、覚馬が新政府に宛てて出した（御役所宛てとなっている）、政治、経済、教育等22項目にわたり将来の日本のあるべき姿を論じた建白書である。
内容は、思想家・横井小楠が富国・強兵・士道（経済、国防、道徳）の確立を唱えた「国是三論」に酷似しているが、さらに発展させたものである。三権分立の「政体」に始まり、大院・小院の二院制の「議事院」、「学校」、「変制」、封建制から郡県制への移行や世襲制の廃止、税制改革まで唱えた「国体」、「建国術」、「製鉄法」、「貨幣」、「衣食」、女子教育を勧めた「女学」、遺産の平均分与の「平均法」、「醸造法」、「条約」、「軍艦国体」、「港制」、「救民」、「髪制」、寺の学校への開放を唱えた「変仏法」、「商律」、「時法」、太陽暦の採用を勧めた「暦法」、西洋医の登用を訴えた「官医」と内容は多岐にわたる。将来を見据え優れた先見性に富んでおり、明治新政府の政策の骨格とも繋がる。

## 家族・子孫
両親

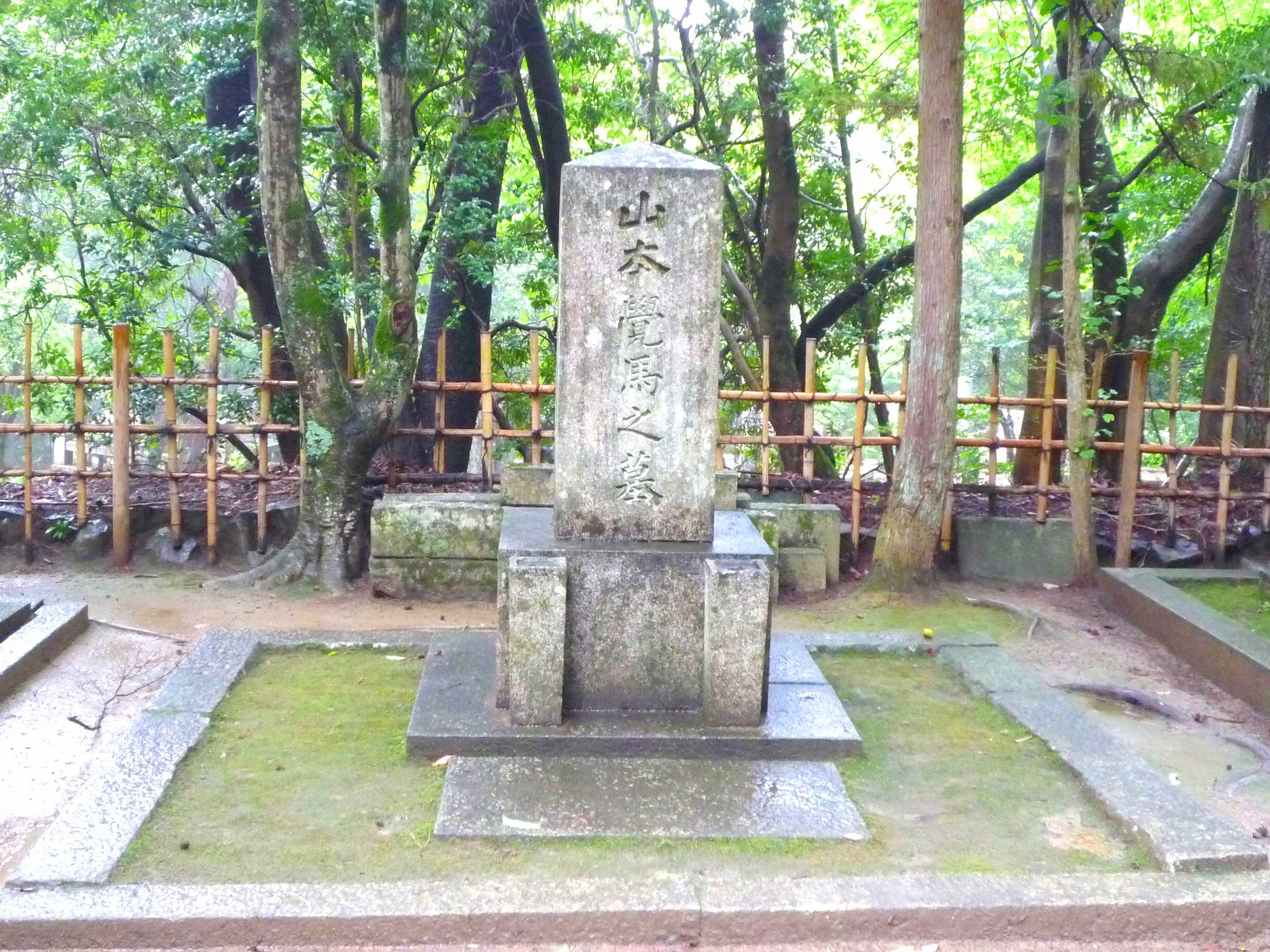
山本覚馬の墓（京都市左京区）

- 父：山本権八：会津藩砲術師範。禄高は22石4人扶持[2]。会津戦争で討死。
- 母：山本佐久

弟妹
両親は3男3女を儲けるが、1男1女を幼児期に失う。
- 妹・新島八重：慶応元年（1865年）、川崎尚之助と結婚。会津戦争では家族と共に鶴ヶ城に篭城。戦後に尚之助と離別し、明治9年（1876年）に新島襄と再婚。
- 妹・窪田うら：窪田仲八の妻。
- 弟・山本三郎：鳥羽・伏見の戦いで戦死。

妻
- 先妻・樋口うら：会津藩勘定方・樋口家の娘。1857年に20歳で29歳の覚馬と結婚。1860年に長女（夭折）、1862年に次女・みねを儲ける。その年覚馬上洛し別居、1871年に八重たちが上洛する際、離縁を求めて会津に残る。
- 後妻・小田時栄[注 5]：1853年生。京都で盲目の覚馬の身辺の世話に13歳より当たっていた。25歳年上の覚馬との間に三女・久栄を儲け、明治4年（1871年）に正式に入籍。不義密通を疑われ、明治19年（1886年）に離縁[注 6]。

子女
- 次女・横井みね：文久2年（1862年）生。明治14年（1881年）、横井時雄と結婚。平馬（後述）を儲けるが、明治20年（1887年）死去。
- 三女・山本久栄：明治3年（1870年）生。一時期、徳冨蘆花と婚約するも破談。蘆花の小説『黒い眼と茶色の目』は久栄との恋愛の葛藤を描いている[注 7]。婚約破棄から6年後、覚馬の死から半年後の明治26年（1893年）、23歳で病没。
- 孫で養子・山本平馬：明治15年（1887年）生(諸説あり)。みねと横井時雄の間の一子。生後まもなく母と死別したため祖父・覚馬の養子となる。詳しい生涯は不明[16]。昭和19年（1944年）に死去[16]。平馬の子は格太郎で、幼時に山口家の養子となる。京都市役所に勤務し、各地の消防署長をつとめた[16]。

## 人物
- 京都では、新門辰五郎の100坪の居宅を36円で買取り居住していた（当時覚馬の月給は45円）。
- 世間の浮華なことを忌み嫌い、「分限相応」が一番大切と説いた。

## 関連作品

### 小説
- 藤本ひとみ『幕末銃姫伝』中央公論新社、2010年 ISBN 9784120041259
- 早乙女貢『明治の兄妹 新島八重と山本覚馬』新人物往来社、2012年 ISBN 4404041969
- 鈴木由紀子『ラストサムライ 山本覚馬』NHK出版、2012年 ISBN 4140815809

### テレビドラマ
- 白虎隊（1986年、日本テレビ年末時代劇スペシャル、演：竜雷太）
- 白虎隊（2007年、テレビ朝日新春スペシャルドラマ、演：松重豊）
- 八重の桜（2013年大河ドラマ、NHK、演：西島秀俊）